# Polleur-Venn

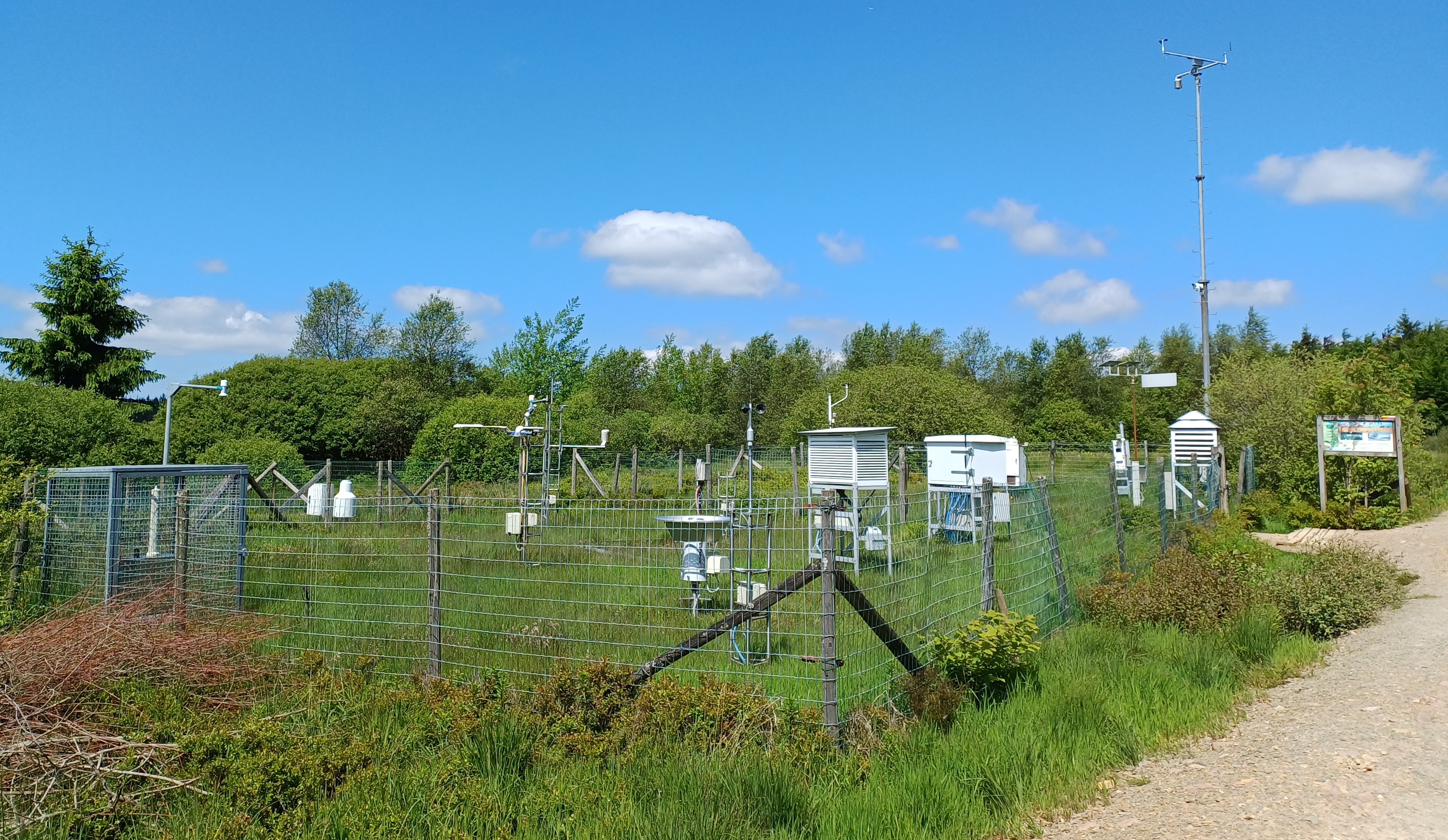
Wetterstation der Uni Lüttich

Das Polleur-Venn (Französisch: La Fagne de la Poleûr; Wallonisch Li fagne del Poleur, örtlich Lè Fagne dol Poleûr), seit 1924 Standort einer wissenschaftlichen Station der Universität Lüttich, vereint auf 54 ha die gesamte Vielfalt des Hohen Venns. Das Polleur-Venn ist zu jeder Jahreszeit – auch bei gehisster roter Flagge – zu begehen. Dieses Venngebiet liegt auf dem der ostbelgischen Gemeinden Weismes und Malmedy.

## Lage
Es liegt direkt an der N 68 (Eupen – Malmedy) am Abzweig der N 676 zum Signal de Botrange. Zwischen der Gaststätte Mont Rigi und der Station der Uni Lüttich ist der Zugang zum Naturschutzgebiet Polleur-Venn. In einem Unigebäude befindet sich ein Infobüro und ein Mikromuseum. Der Rundweg (ca. 90 min.) führt vorwiegend über Holzstege. Dieses überschaubare Venngebiet liegt auf rund 660 m / NN und ist Quellgebiet für den Polleur-Bach, der nach dem Zusammenfluss mit der Roisseau de la Baraque als Hoëgne weiterfließt.

## Geschichte

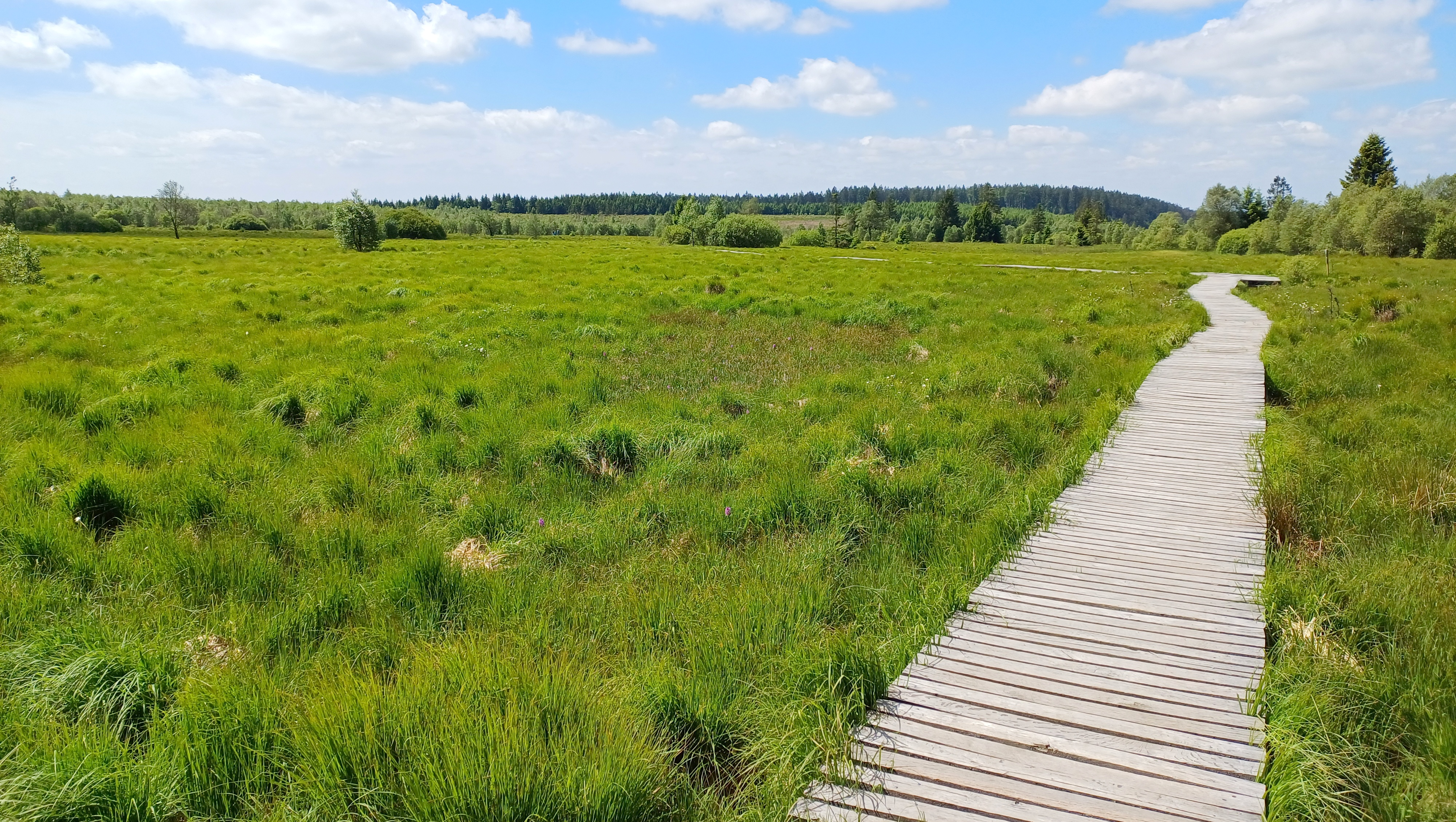
Holzsteg im Polleur-Venn

Die Landschaft ist nicht auf natürliche Weise entstanden. Es ist das Werk menschlicher Tätigkeiten über Jahrhunderte. 90 % der Vennflächen waren zuvor bewaldet.
Bis ins Mittelalter hinein gab es hier vorwiegend Buchen-, Eichen- und Birkenwälder. Bis ins 20. Jahrhundert hinein fanden eine Abholzung der Wälder, Torfabbau sowie Land- und Weidewirtschaft statt. Bis 1970 gab es eine massive Aufforstung mit der Fichte. In der heutigen Zeit stehen der Naturschutz, der Wasser- und Bodenschutz sowie der Erholungsfaktor an erster Stelle.
Durch Pollenanalysen der Torfschichten hat man die Vegetation der letzten Jahrtausende bis in ca. 6 m Tiefe bestimmen können. Um 9400 v. Chr. bestimmten die Birke und die Kiefer die Landschaft. 8100 v. Chr. breitete sich die Eiche aus. 6400 v. Chr. kamen Erlen, Ulmen und Linden hinzu. Um 3800 v. Chr. breitete sich die Buche aus, es wuchsen außerdem sehr viele Haselsträucher und Erlen. Der Eichen- und Lindenbestand nahm ab, auf dem Torf siedelte sich die Birke an. Um 1250 entstand Heideland, das Gras breitete sich aus und die Erlen und Haselbestände gingen zurück.

## Nutzung

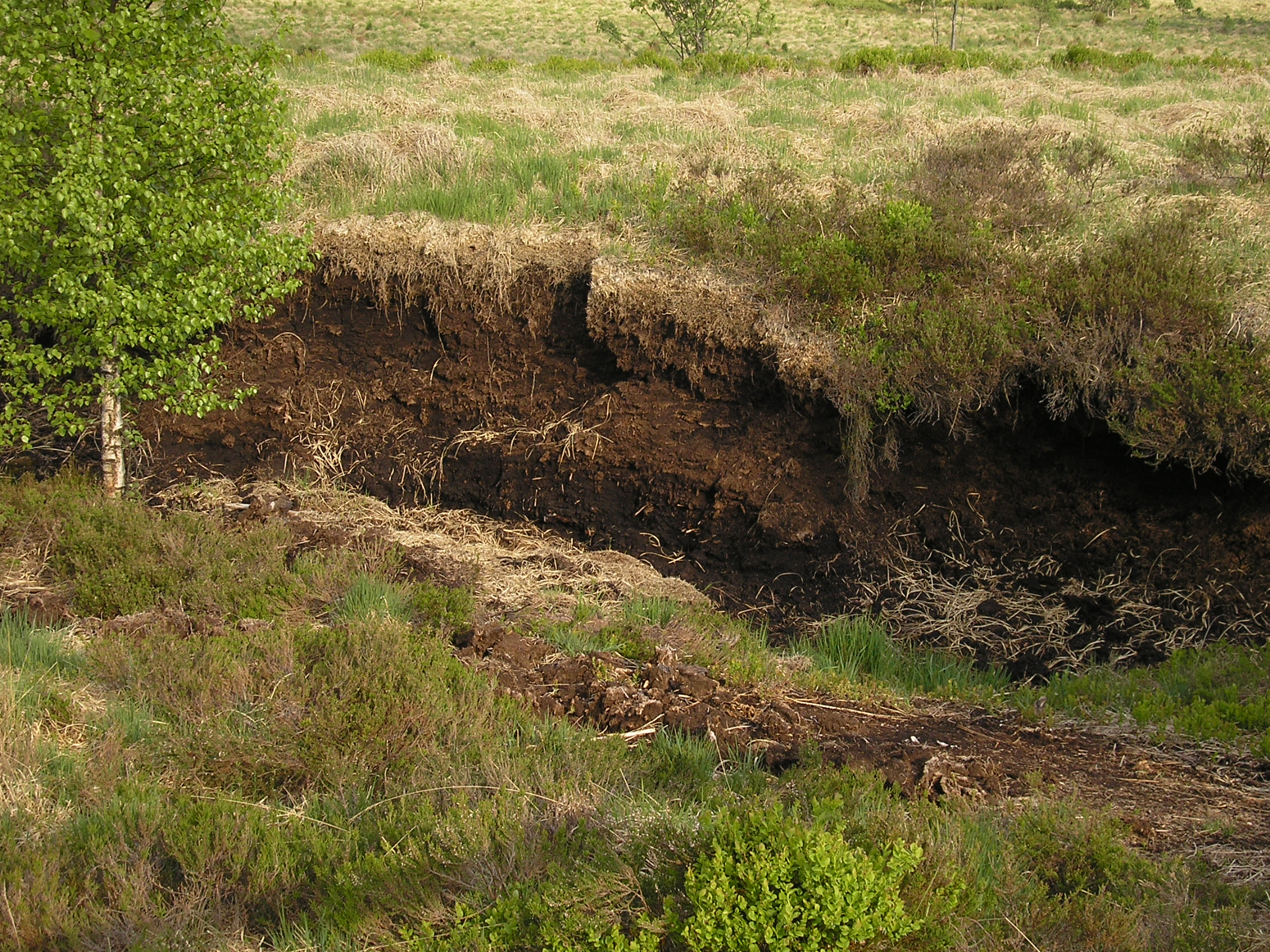
Torfstich im Polleur-Venn

Der Torfabbau prägte längere Zeit das Gesicht der Landschaft. Die Familien der angrenzenden Orte hatten eine von der Gemeinde verbriefte Abbaustelle. Pro Familie wurden im Jahr 15.000 bis 20.000 Torfbriketts verheizt.
Die einzelnen Torfbriketts wurden in drei Phasen getrocknet. Zuerst wurden Reihen gebildet, dann kamen die Briketts in kleine 5er Türmchen und zum Schluss in Meiler.

## Flora und Fauna
Im 17. und 18. Jahrhundert wurde der Buchenwald für die Gewinnung von Holzkohle abgeholzt. Auf den trockenen Flächen ist eine Vegetation der offenen Landschaft entstanden. Diese Landschaft wird jetzt durch die Fülle an Kleinsträuchern geprägt. An den Waldrändern der Vennfläche haben sich Blaubeeren, Preiselbeeren und Rauschbeeren verbreitet.
Im inneren Bereich der Vennfläche entsteht dank einer besonderen Vegetation ein Torfmoor, das weitgehend aus Torfmoosen besteht und an die ständig feuchten Verhältnisse angepasst ist. Dieser Standort ist sauer und enthält wenig Bakterien und sonstige Zersetzungsorganismen. Die Pflanzen werden dort nur teilweise zersetzt und sammeln sich auf Schichten an, die bis zu 7 m hoch sind. Im Schnitt nimmt diese Schicht jährlich um 1 mm zu.
Das weitverbreitete Wollgras ist eine für Torfböden typische Pflanze. Ihre weißen Büschel bestehen aus seidigen Haaren, die an den Samen befestigt sind und bei Reife vom Wind verstreut werden. Links und rechts der Holzstege findet man auch den Siebenstern, die Symbolpflanze der Naturschutzgebiete im Hohen Venn.
Das Wasser aus den Torfgebieten ist sauer und enthält wenig Mineralstoffe. Dies schränkt die Entwicklung von Leben im Wasser der naheliegenden Bäche erheblich ein. Die Fische und blühende Pflanzen fehlen dort. Es gibt wenig Algen und Moose, einige kleine Wirbellose können darin bestehen.
Das aus den Torfmooren stammende Wasser enthält Elemente mit einer schäumenden Wirkung (pflanzliche Saponine, ungesättigte Fettsäuren). In den Strudeln der Bäche bildet sich ein weißlicher Schaum, der sich fettig anfühlt.

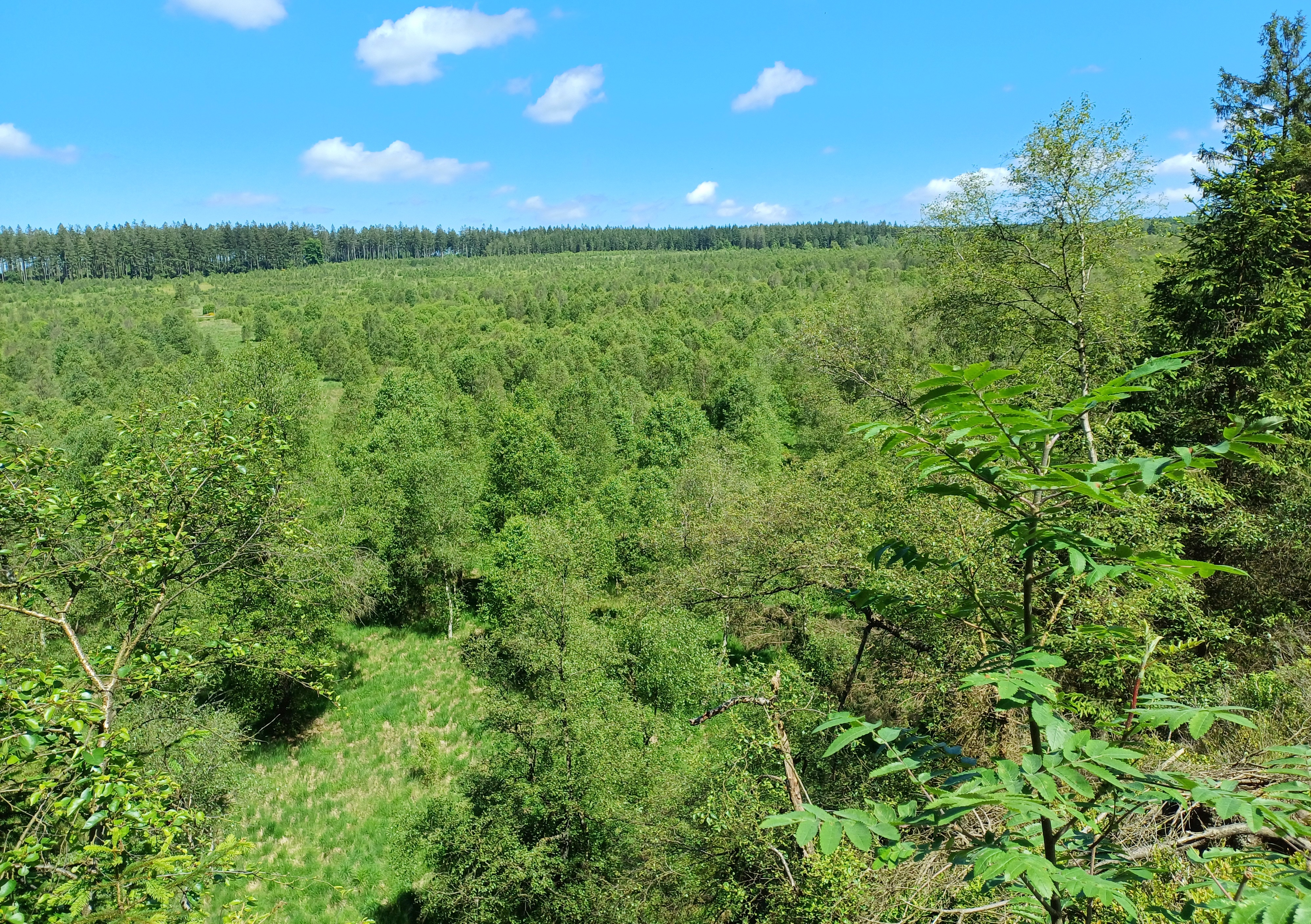
Polleurvenn im Sommer
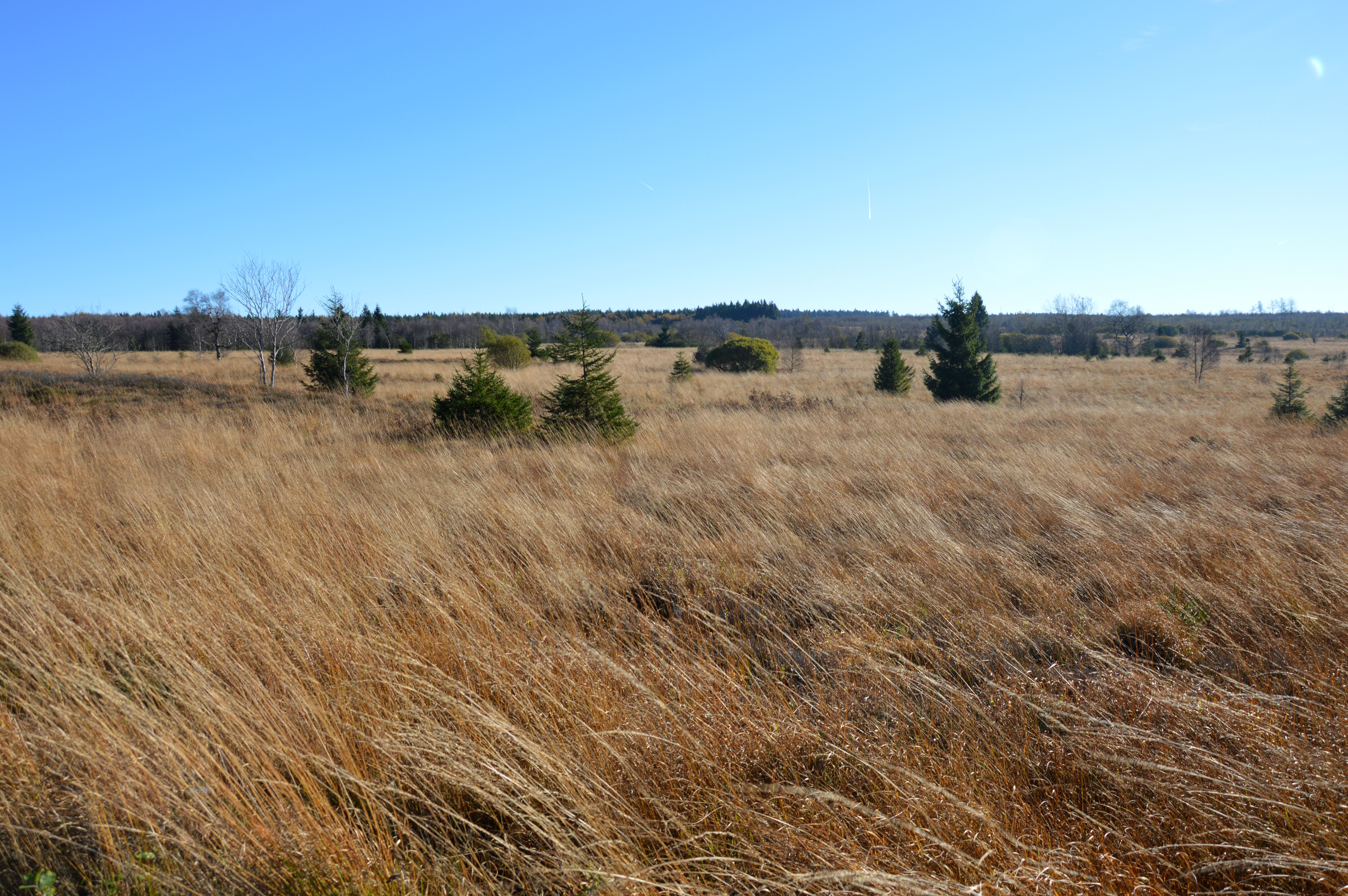
Polleurvenn im Herbst
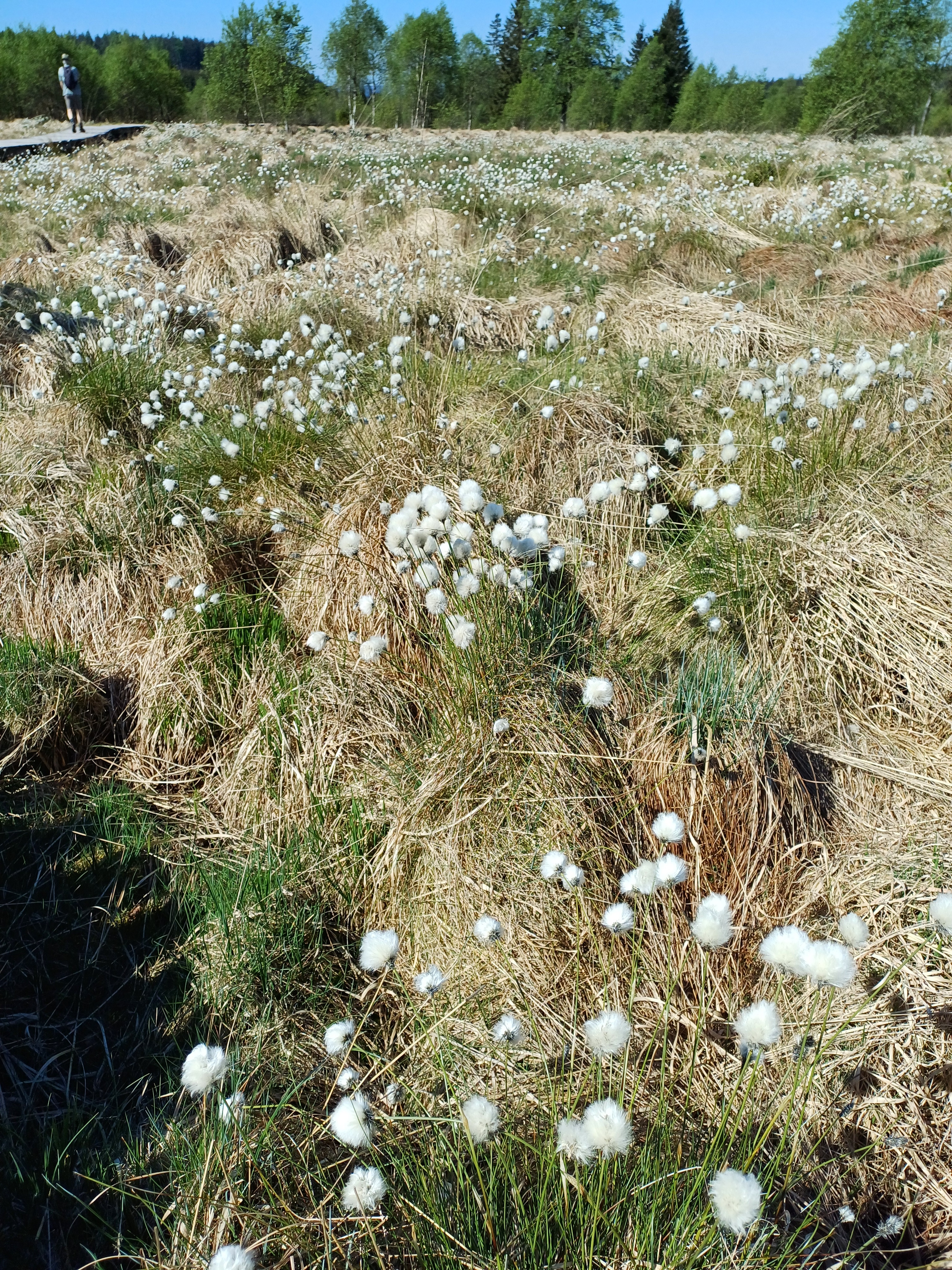
Wollgrasfelder
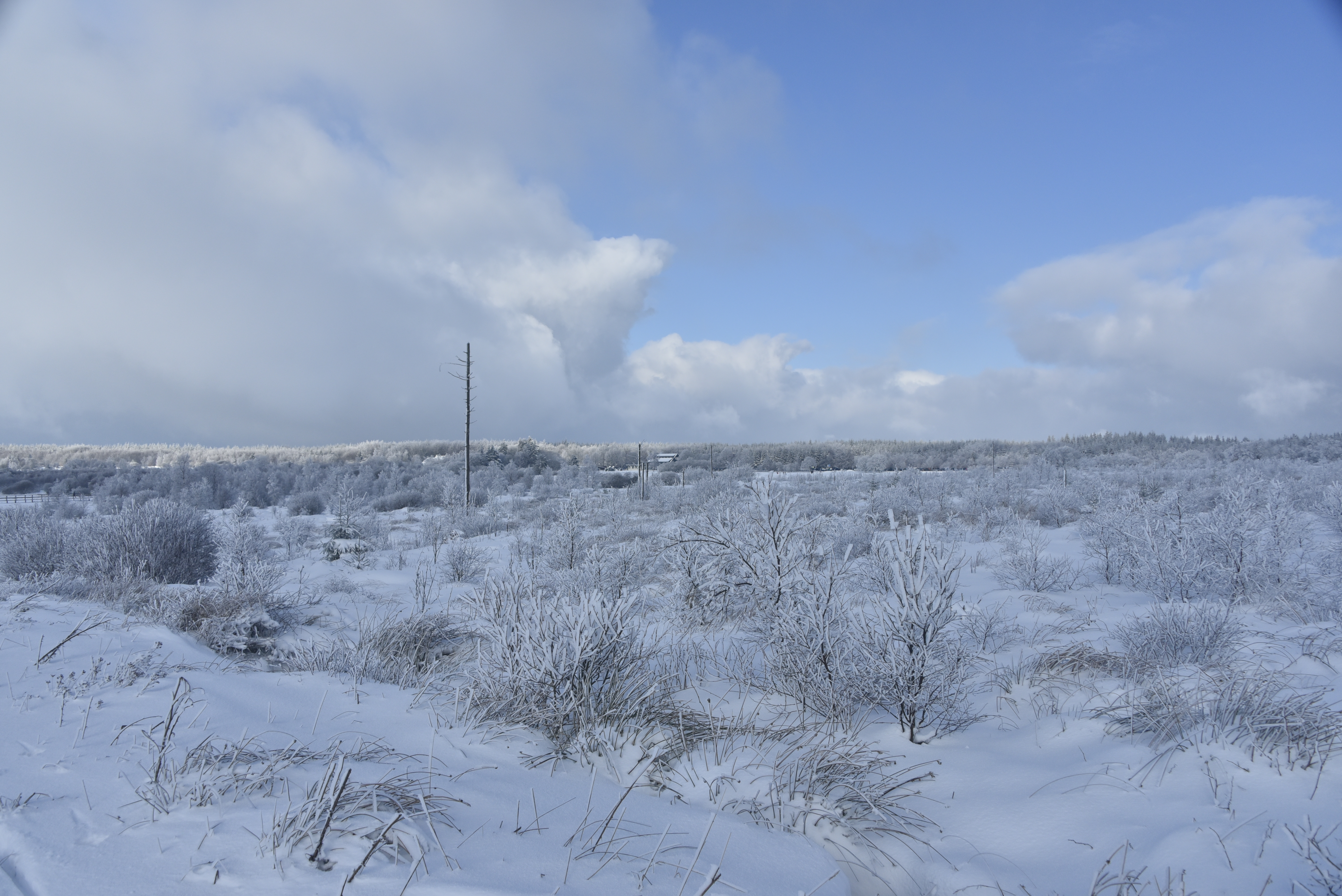
Polleurvenn im Winter
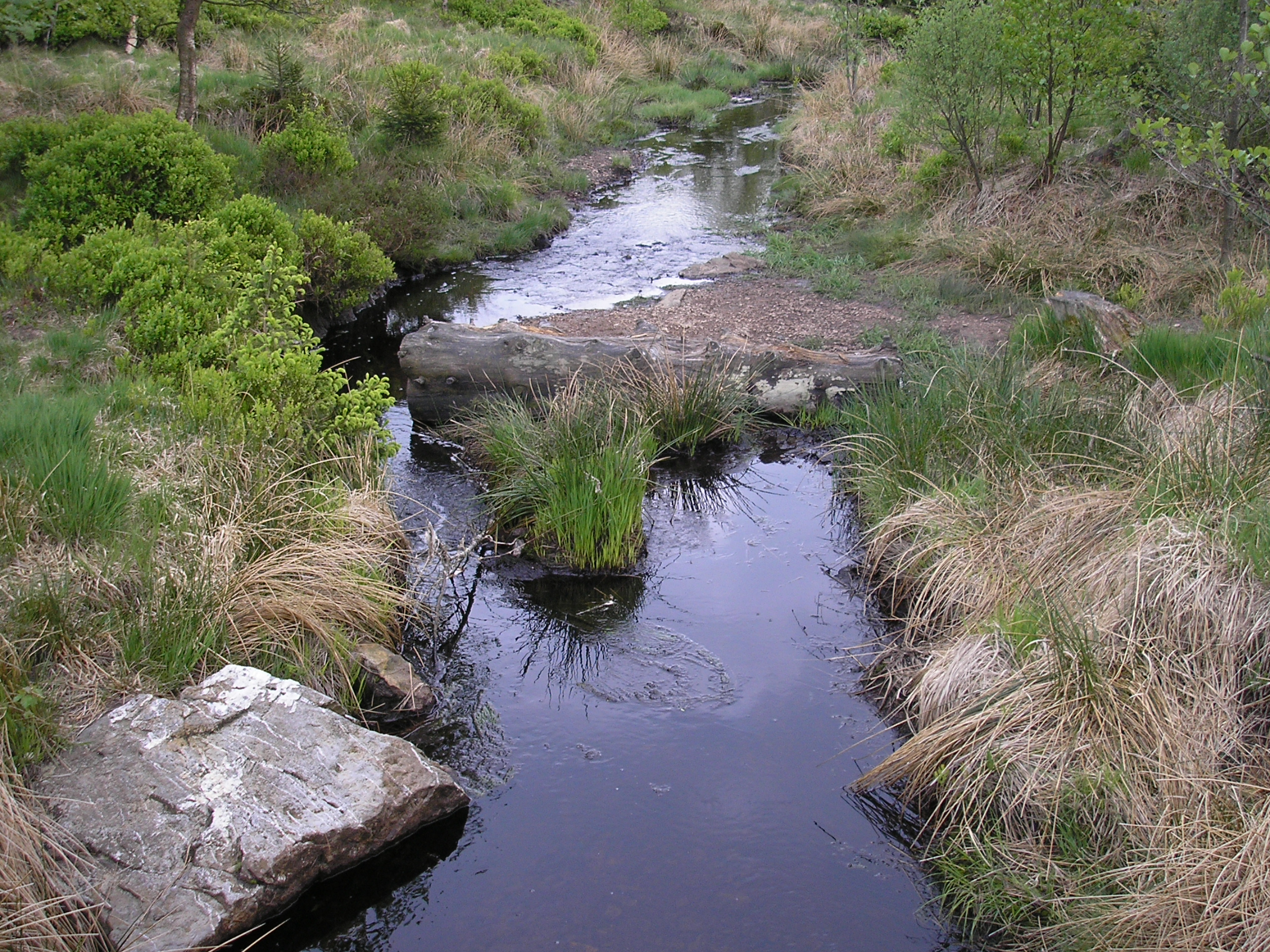
Polleurbach